# Herbert B. Maw
Herbert Brown Maw, född 11 mars 1893 i Ogden, Utah, död 17 november 1990 i Salt Lake City, Utah, var en amerikansk demokratisk politiker. Han var Utahs guvernör 1941–1949.
Maw studerade vid University of Utah och Northwestern University. Han tjänstgjorde i USA:s armé 1917–1919, praktiserade senare som advokat och undervisade vid University of Utah.
Maw efterträdde 1941 Henry H. Blood som Utahs guvernör och efterträddes 1949 av J. Bracken Lee.
Maw avled 1990 och gravsattes på Salt Lake City Cemetery i Salt Lake City.